# Ciudad de la Imagen
La Ciudad de la Imagen es un complejo de oficinas y ocio, con temática audiovisual. Está situado al oeste de la Comunidad de Madrid, pasada la Casa de Campo entre Aluche y Boadilla del Monte, en el término municipal de Pozuelo de Alarcón.

## Empresas
La Academia de las Ciencias y las Artes de Televisión de España, parte del archivo de la Filmoteca Española (en concreto, el Centro de Conservación y Restauración de Fondos Fílmicos de la Filmoteca), Telemadrid (sede), los multicines Kinépolis, la ECAM (Escuela de Cinematografía y del Audiovisual de la Comunidad de Madrid), Oficina MEDIA España, Egeda, Kiss FM, Real Madrid TV, Mediapro, Overon TV, CreaSGR, TBN, Game Videomedia, Least Cost Routing Telecom LCR y varias productoras audiovisuales tienen sus oficinas o locales en esta ubicación. También fue la sede de La Sexta desde 2006, su creación, hasta el 15 de diciembre de 2013, día en que se completó el traslado de la cadena a la sede de Antena 3, en San Sebastián de los Reyes formando el actual grupo Atresmedia.

## Transportes
El recinto empresarial y de ocio es atravesado por la línea ML-3 de Metro Ligero Oeste, con tres estaciones dentro del mismo: Ciudad de la Imagen, José Isbert y Ciudad del Cine.
Llegan o pasan por este recinto las líneas de autobús 571, 572, 573 y 574 de Empresa Boadilla.